# Lev Vladimirovič Ščerba
Lev Vladimirovič Ščerba (rusky Лев Владимирович Щерба; 3. března 1880, Petrohrad – 26. prosince 1944, Moskva) byl ruský a sovětský jazykovědec, akademik, který měl velký přínos pro rozvoj psycholingvistiky, lexikografie a fonologie. Stal se jedním z tvůrců teorie fonému.
Zavedl pojem pasivního jazykového materiálu a pojem lingvistického experimentu. Při provádění experimentu předpokládal, že není důležité používat pouze potvrzující příklady (jak je možné mluvit), ale také systematicky zkoumat pasivní materiál (jak se nemluví). Vzhledem k tomuto napsal: "zvláště poučné bývají záporné výsledky: ukazují na nesprávnost zkoumaného pravidla, nebo na nutnost jeho vymezení, nebo na to, že toto pravidlo už neexistuje a je pouze faktem slovníku."

## Závěť
V roce 1944, když se chystal k těžké operaci, vysvětlil své názory na mnohé problémy v článku "Очередные проблемы языкознания". Operaci nezvládl, proto se tento spis stal svým způsobem jeho závětí. Ve své poslední práci se dotkl otázek, které jsou aktuální i dnes, například:
- dvojjazyčnost čistá (dva jazyky jsou osvojovány nezávisle) a smíšená (druhý jazyk je osvojován přes první a "přivazuje" se k němu)
- nejasnost tradičních typologických klasifikací jazyka a neurčitost pojmu „slovo“ („Pojem slovo neexistuje“, píše Ščerba)
- protiklad jazyka a gramatiky
- rozdílnost aktivní a pasivní gramatiky
- a další...